# Arctornis montananaphtha
Arctornis montananaphtha är en fjärilsart som beskrevs av Holloway 1999. Arctornis montananaphtha ingår i släktet Arctornis och familjen tofsspinnare. Inga underarter finns listade i Catalogue of Life.